# حسینیه طوفانی
حسینیه طوفانی  مربوط به دوره قاجار است و در بیرجند، حاشیه خیابان منتظری واقع شده و این اثر در تاریخ ۱۰ مهر ۱۳۸۰ با شمارهٔ ثبت ۴۱۳۶ به‌عنوان یکی از آثار ملی ایران به ثبت رسیده است.